# Agrotacris corticolor
Agrotacris corticolor är en insektsart som beskrevs av Marius Descamps 1979. Agrotacris corticolor ingår i släktet Agrotacris och familjen gräshoppor. Inga underarter finns listade i Catalogue of Life.